# Gennaro Monaco
Gennaro Monaco (Napoli, 5 gennaio 1968) è un allenatore di calcio ed ex calciatore italiano, di ruolo difensore.

## Biografia
Suo figlio Salvatore Monaco è anch'egli un calciatore.

## Carriera
Ha giocato in Serie B con le maglie di Empoli, Casertana e Catania.

## Palmarès

### Competizioni nazionali
- Campionato italiano Serie C1: 1

Casertana: 1990-1991 (girone B)
- Campionato italiano Serie C2: 1

Catania: 1998-1999 (girone C)